# حكومة المغرب 2021
حكومة المغرب 2021 أو حكومة أخنوش هي الحكومة التنفيذية الثالثة والثلاثون منذ استقلال المغرب في سنة 1956. يرأسها عزيز أخنوش. تم تشكيلها بناءً على نتائج الانتخابات التشريعية المغربية لسنة 2021، والتي أسفرت عن فوز حزب التجمع الوطني للأحرار بأكبر عدد من المقاعد.
ويتم اختيار وزراء الحكومة من قبل رئيس الحكومة، بعد التشاور مع الأحزاب الأخرى التي تشكل الائتلاف الحكومي، ثم يتم المصادقة عليهم وتعيينهم من قبل الملك. اعتبارًا من 10 سبتمبر 2021، يرأس الحكومة الحالية عزيز أخنوش، الذي عينه الملك محمد السادس لتشكيل حكومة جديدة بعد تصدره نتائج الانتخابات التشريعية لسنة 2021. في 7 أكتوبر 2021، أدت الحكومة الجديدة المكونة من 24 وزيرًا، بينهم 7 نساء، اليمين الدستورية.
وأدى تشكيل الحكومة الحالية إلى تغييرات في بعض الوزارات، مع إعادة تسمية بعض المهام أو تقسيمها أو دمجها مع أخرى.

## الوزراء
| الصورة | الوزارة                                                            | الوزير(ة)              | الحزب                     |
| ------ | ------------------------------------------------------------------ | ---------------------- | ------------------------- |
|        | رئيس الحكومة                                                       | عزيز أخنوش             | حزب التجمع الوطني للأحرار |
|        | الأمانة العامة للحكومة                                             | محمد حجوي              | بدون انتماء سياسي         |
|        | وزارة الداخلية                                                     | عبد الوافي لفتيت       | بدون انتماء سياسي         |
|        | وزارة الشؤون الخارجية والتعاون الإفريقي والمغاربة المقيمين بالخارج | ناصر بوريطة            | بدون انتماء سياسي         |
|        | وزارة الأوقاف والشؤون الإسلامية                                    | أحمد التوفيق           | بدون انتماء سياسي         |
|        | وزارة الصحة والحماية الاجتماعية                                    | خالد آيت الطالب        | بدون انتماء سياسي         |
|        | وزارة الاقتصاد والمالية                                            | نادية فتاح العلوي      | حزب التجمع الوطني للأحرار |
|        | وزارة الفلاحة والصيد البحري والتنمية القروية والمياه والغابات      | محمد صديقي             | حزب التجمع الوطني للأحرار |
|        | وزارة السياحة والصناعة التقليدية والاقتصاد الاجتماعي والتضامني     | فاطمة الزهراء عمور     | حزب التجمع الوطني للأحرار |
|        | وزارة التربية الوطنية والتعليم الأولي والرياضة                     | شكيب بن موسى           | حزب التجمع الوطني للأحرار |
|        | وزارة التعليم العالي والبحث العلمي والابتكار                       | عبد اللطيف ميراوي      | حزب الأصالة والمعاصرة     |
|        | وزارة الإدماج الاقتصادي والمقاولة الصغرى والتشغيل والكفاءات        | يونس سكوري             | حزب الأصالة والمعاصرة     |
|        | وزارة العدل                                                        | عبد اللطيف وهبي        | حزب الأصالة والمعاصرة     |
|        | وزارة إعداد التراب الوطني والتعمير والإسكان وسياسة المدينة         | فاطمة الزهراء المنصوري | حزب الأصالة والمعاصرة     |
|        | وزارة الانتقال الطاقي والتنمية المستدامة                           | ليلى بنعلي             | حزب الأصالة والمعاصرة     |
|        | وزارة الشباب والثقافة والتواصل                                     | محمد مهدي بنسعيد       | حزب الأصالة والمعاصرة     |
|        | وزارة التجهيز والماء                                               | نزار بركة              | حزب الإستقلال             |
|        | وزارة النقل واللوجيستيك                                            | محمد عبد الجليل        | حزب الإستقلال             |
|        | وزارة الصناعة والتجارة                                             | رياض مزور              | حزب الإستقلال             |
|        | وزارة التضامن والإدماج الاجتماعي والأسرة                           | عواطف حيار             | حزب الإستقلال             |

## الوزراء المنتدبون
|  | الوزارة                                                                                   | الوزير(ة)        | الوزارة الأصلية         | الحزب                     |
|  | ----------------------------------------------------------------------------------------- | ---------------- | ----------------------- | ------------------------- |
|  | الوزير المنتدب لدى رئيس الحكومة المكلف بإدارة الدفاع الوطني                               | عبد اللطيف لوديي | رئيس الحكومة            | مستقل                     |
|  | الوزير المنتدب لدى رئيس الحكومة المكلف بالاستثمار والالتقائية وتقييم السياسات العمومية    | محسن الجزولي     | رئيس الحكومة            | حزب التجمع الوطني للأحرار |
|  | الوزير المنتدب لدى رئيس الحكومة، المكلف بالعلاقات مع البرلمان، الناطق الرسمي باسم الحكومة | مصطفى بايتاس     | رئيس الحكومة            | حزب التجمع الوطني للأحرار |
|  | الوزيرة المنتدبة لدى رئيس الحكومة المكلفة بالانتقال الرقمي وإصلاح الإدارة                 | غيثة مزور        | رئيس الحكومة            | حزب الأصالة والمعاصرة     |
|  | الوزير المنتدب لدى وزيرة الاقتصاد والمالية، المكلف بالميزانية                             | فوزي لقجع        | وزيرة الاقتصاد والمالية | مستقل                     |

## تعديلات
- في 14 أكتوبر 2021، تم إعفاء وزيرة الصحة والحماية الاجتماعية نبيلة الرميلي من منصبها، بعدما تقدمت بطلب بذلك. وتم تعيين الوزير السابق للصحة خالد أيت الطالب في هذا المنصب. وقد قدمت نبيلة الرميلي ملتمسا قصد التفرغ الكامل لمهامها كرئيسة لمجلس مدينة الدار البيضاء، بعدما تبين لها حجم العمل الذي تتطلبه منها هذه المهمة التمثيلية، وما تقتضيه من متابعة مستمرة لقضايا سكانها وللأوراش المفتوحة بهذه المدينة الكبرى، مما سيؤثر على الالتزامات الكثيرة والمواكبة اليومية التي يستوجبها قطاع الصحة، لاسيما في ظروف الجائحة.[7]